# LOS40
Los 40 ist ein Radiounternehmen, das in vielen spanischsprachigen Ländern verbreitet ist. Anfangs, im Jahr 1966, war der Radiosender eine Musikshow des Senders Cadena SER, aus der sich später die 40 Principales Charts entwickelten. 1979 wurde Los 40 Principales zu einem eigenständigen Radiosender. Allein in Spanien hat das Netzwerk mehr als 3 Millionen Zuhörer.
Manche der folgenden Sender gehören der PRISA oder werden von ihr betrieben. Jedes Sendernetz sendet nationale Neuigkeiten aus dem jeweiligen Land.
In folgenden Ländern gibt es Ableger von Los 40:
- Argentinien
- Chile
- Costa Rica
- Dominikanische Republik
- Ecuador
- Guatemala
- Kolumbien
- Mexiko
- Panama
- Paraguay
- Spanien

Die meisten dieser Sender spielen überwiegend spanische und englische Hits. Bei einigen überwiegt der Anteil der lateinamerikanischen Lieder, während bei anderen mehr Musik aus den amerikanischen und europäischen Regionen gespielt wird. Die am meisten gespielten Musikrichtungen sind Pop, Rock und Dance.

## Los Premios Principales
Seit 2006 werden in Spanien jedes Jahr die Los Premios Principales verliehen. Die Nominierungen werden in 24 Kategorien unterteilt, aus denen Künstler aus allen Ländern einen Preis erhalten können.